# 吕赛勒利布尔
吕赛勒利布尔（法語：Luçay-le-Libre，法語發音：[lysɛ lə libʁ]）是法国安德尔省的一个市镇，位于该省东北部，属于伊苏丹区。

## 地理
吕赛勒利布尔（47°5'9"N, 1°54'18"E）面积11.85 平方千米，位于法国中央-卢瓦尔河谷大区安德尔省，该省份为法国中部省份，北起卢瓦-谢尔省，西北接安德尔-卢瓦尔省，西南接维埃纳省，南至克勒兹省和上维埃纳省，东临谢尔省。
与吕赛勒利布尔接壤的市镇（或旧市镇、城区）包括：格拉赛、诺昂昂格拉赛、日鲁、默内叙瓦唐、圣皮埃尔德雅尔。

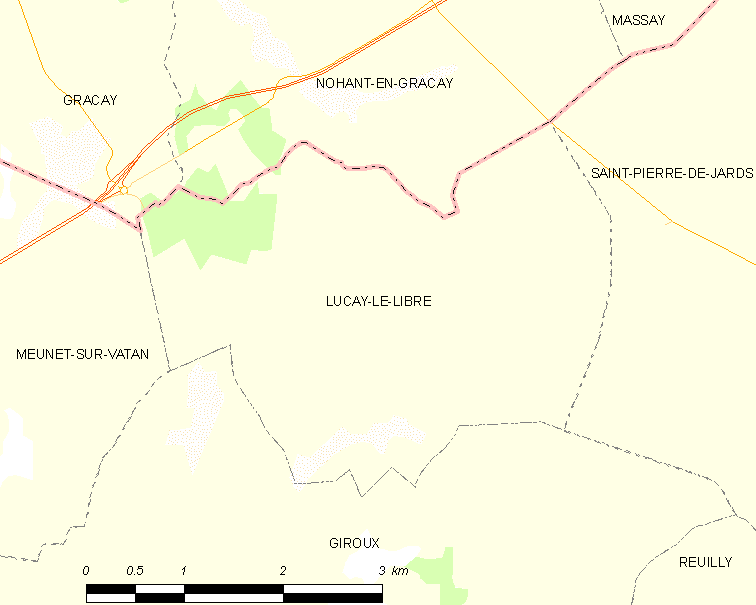
吕赛勒利布尔的OSM定位图

吕赛勒利布尔的时区为UTC+01:00、UTC+02:00（夏令时）。

## 行政
吕赛勒利布尔的邮政编码为36150，INSEE市镇编码为36102。

## 政治
吕赛勒利布尔所属的省级选区为勒夫鲁县。

## 人口

1962-2008年间吕赛勒利布尔人口变化图示

吕赛勒利布尔于2022年1月1日时的人口数量为105人。